# Raoul Lufbery
Gervais Raoul Lufbery (Chamalières, 14 marzo 1885 – 19 maggio 1918) è stato un militare e aviatore francese, asso dell'aviazione da caccia con 16 vittorie confermate nel corso della prima guerra mondiale.

## Biografia
Nacque a Chamalières, in avenue de la Poudrière, il 14 marzo 1885, figlio Edward, un americano stabilitosi in Francia per lavoro, e di Anne Josephiné Vessierè. Rimase orfano di madre all'età di tre anni, e mentre il padre ritornò negli Stati Uniti d'America egli rimase in Francia affidato alla nonna materna Madeline Greniere. Da giovane lavorò nel settore dolciario a Blois e a Clermont-Ferrand fino al 1904, quando scappò dalla casa de nonni, lavorando poi in Algeria, Tunisia, Egitto, Balcani e Turchia. Nel 1906 partì per gli USA per incontrare il padre e il fratello Charles, e mentre il padre in quel momento stava ritornando in Francia, egli arrivò a Wallingford, Connecticut, dove incontrò la sua famiglia. Deciso a rimanere negli USA, nel novembre 1908 si arruolò nell'US Army e il 13 dicembre venne assegnato a un reparto di fanteria coloniale per essere mandato alle Hawaii. Dopo un breve periodo di rientro negli Stati Uniti, fu mandato a Manila, nelle Filippine. Congedatosi e ritornato alla vita civile visitò l'India, il Giappone e la Cina. Nell'aprile 1913, a Saigon nell'allora Concicina francese, conobbe il pioniere dell'aviazione Marc Pourpe, di cui divenne meccanico di fiducia. Dopo lo scoppio della prima guerra mondiale Pourpe si arruolò nell'Aéronautique Militaire, e lui nella Legione straniera, da dove poi transitò nell'aeronautica militare. Nella primavera del 1915 frequentò la Scuola di pilotaggio di Chartres, dove volò sui Morane-Saulnier MS 13 e MS 14, ottenendo il brevetto di pilota militare con il grado di caporale. Trasferito alla Scuola di perfezionamento di Ambérieu, il 14 settembre fu trasferito alla Réserve générale d'Aviation di Parigi-Le Bourget dove svolse 23 voli a bordo di Voisin LA. Il 7 ottobre fu mandato al fronte assegnato alla Escadrille de bombardement VB 106 (Groupe de bombardement 102) dove volò sui Voisin LA e LAS. In forza a questa unità effettuò 47 missioni e il 3 marzo 1916 fu promosso sergente. Mentre la Escadrille effettuava la transizione ai Caudron G.4 egli fu trasferito all'aviazione da caccia, e il 23 aprile compì il primo volo di 10 minuti a bordo di un Nieuport 12 presso la base di Plessis-Belleville. Dichiarato abile al combattimento il 21 maggio, avendo anche la cittadinanza americana, venne assegnato alla Escadrille 124 (chiamata informalmente "Escadrille américaine") al comando del capitano Georges Thénault, dove operavano anche piloti di provenienza straniera.
Il 31 agosto conseguì la sua prima vittoria aerea su Verdun a bordo di una Nieuport 11 abbattendo il velivolo pilotato dal gefreiter Fritz Weisse del Flieger-Abteilung 67. Il 12 ottobre conseguì la sua quinta vittoria, la qualifica di asso dell'aviazione, e la promozione a maresciallo. in questo periodo ideò una manovra difensiva di atterraggio che divenne nota come "cerchio di Luftbery". Alla fine del 1917 transitò nell'US Army Air Service con il grado di maggiore, avendo a quel tempo al suo attivo 16 vittorie aeree, di cui una in compartecipazione, e una non confermata. Nella primavera del 1918 fu nominato comandante del 94th Aero Squadron, allora in fase di costituzione, equipaggiato con i nuovi caccia Nieuport 28. A causa di problemi nella consegna degli aerei, molti dei caccia venivano consegnati privi di armamento. Il 6 marzo egli, Eddie Rickenbacker e Dough Campbell, decollarono su tre caccia disarmati in una missione con funzione di ambientamento operativo, con l'ordine che se fossero apparsi aerei nemici i piloti avrebbero dovuto rientrare subito alla base. Il 19 maggio decollò con il suo Nieuport 28 per intercettare un ricognitore tedesco Rumpler non lontano dalla base. mentre si avvicinava per attaccare il ricognitore, esso aprì il fuoco con la mitragliatrice posteriore colpendo il caccia con una raffica. Il Nieuport compì una rotazione sul proprio asse capovolgendosi, e il pilota che non aveva le cinture di sicurezza allacciate e si era sporto in fuori per disinceppare la mitragliatrice con cui non era riuscito ad aprire il fuoco venne sbalzato fuori dall'abitacolo. Il pilota cadde, da un'altezza stimata tra i 30 e i 90 m dal suolo, finendo su una cancellata di un giardino e rimanendo ucciso sul colpo.
La salma venne inizialmente sepolta nel cimitero di Sebastopol, e dopo la guerra fu riesumata e traslata al Mémorial de l'Escadrille La Fayette di Marnes-la-Coquette.

### Fonti
1. 1 2 3 4 5 6  Castleman 2023, p. 54.
2. 1 2 3 4 5 6 7 8 9 10  Castleman 2023, p. 55.
3. 1 2 3 4 5 6  Castleman 2023, p. 56.